# When Ladies Meet
When Ladies Meet è un film del 1933 diretto da Harry Beaumont.
Interpretato da Ann Harding, Robert Montgomery, Myrna Loy e Alice Brady, il film era una produzione MGM: uscì nelle sale il 23 giugno del 1933. Cedric Gibbons ricevette una nomination agli Oscar 1934 per la miglior scenografia.
Nel 1941, sempre dalla MGM, ne venne fatto un rifacimento con la regia di Robert Z. Leonard che aveva co-diretto (non accreditato) anche il film del '33. Negli USA, il film del 1941 venne distribuito come When Ladies Meet, mentre in Italia prese il titolo di Quando le signore si incontrano. Nel cast, Joan Crawford, Greer Garson e Robert Taylor.

## Produzione
La storia è tratta da un lavoro teatrale del 1932 scritto da Rachel Crothers e prodotto per Broadway dalla John Golden Inc. Il film fu prodotto, invece, dalla MGM attraverso la Cosmopolitan, la casa di produzione che apparteneva a William Randolph Hearst.

## Distribuzione
Il film era distribuito dalla MGM: uscì nelle sale statunitensi il 23 giugno 1933. In Francia, fu presentato l'8 dicembre 1933 con il titolo Mais une femme troubla la fête. In Spagna, fu ribattezzato De mujer a mujer. Per i passaggi tv negli USA, vennero usati due titoli alternativi, Strange Skirts e Truth Is Stranger